# Heroes to Zeros
A 2004-es Heroes to Zeros a The Beta Band harmadik, egyben utolsó nagylemeze.
A borító Kaare Andrews képregény-író munkája. Az együttes logóját Dave McCaig készítette, a The Best of the Beta Band borítóján is megjelenik.
A Liquid Bird dalon egy sample hallható a Siouxsie and the Banshees Painted Bird dalából.
Az album a 10. helyig jutott a Billboard Top Heatseekers listáján, míg a Top Independent Albums listán a 15. helyet szerezte meg. Szerepel az 1001 lemez, amit hallanod kell, mielőtt meghalsz című könyvben.

## Az album dalai
|     | Cím          | Szerző(k)                                                 | Hossz |
| --- | ------------ | --------------------------------------------------------- | ----- |
| 1.  | Assessment   | Steve Mason, John Maclean, Richard Greentree, Robin Jones | 4:34  |
| 2.  | Space        | Mason, Maclean, Greentree, Jones                          | 3:59  |
| 3.  | Lion Thief   | Mason, Maclean, Greentree, Jones                          | 3:27  |
| 4.  | Easy         | Mason, Maclean, Greentree, Jones                          | 2:32  |
| 5.  | Wonderful    | Mason, Maclean, Greentree, Jones                          | 4:39  |
| 6.  | Troubles     | Mason, Maclean, Greentree, Jones                          | 2:34  |
| 7.  | Out-Side     | Mason, Maclean, Greentree, Jones                          | 4:06  |
| 8.  | Space Beatle | Mason, Maclean, Greentree, Jones                          | 3:41  |
| 9.  | Rhododendron | Mason, Maclean, Greentree, Jones                          | 1:36  |
| 10. | Liquid Bird  | Mason, Maclean, Greentree, Jones                          | 3:23  |
| 11. | Simple       | Mason, Maclean, Greentree, Jones                          | 3:47  |
| 12. | Pure For     | Mason, Maclean, Greentree, Jones                          | 3:55  |

## Közreműködők

### The Beta Band
- Steve Mason
- John Maclean
- Richard Greentree
- Robin Jones

### Kisegítő zenészek
- az Assessment-en hallható fúvósok
  - Pete Fry – harsona
  - Neil Martin – trombita
  - Pete Gainey – szaxofon

- a Simple és Trobules dalokon hallható vonósok
  - Dominic Pecher – cselló
  - Alex Lyon – brácsa
  - Ben Lee – hegedű
  - Ruston Pomeroy – hegedű

## Fordítás
Ez a szócikk részben vagy egészben a Heroes to Zeros című angol Wikipédia-szócikk ezen változatának fordításán alapul.  Az eredeti cikk szerkesztőit annak laptörténete sorolja fel. Ez a jelzés csupán a megfogalmazás eredetét és a szerzői jogokat jelzi, nem szolgál a cikkben szereplő információk forrásmegjelöléseként.